# كاستريلو دي دويرو
كاستريلو دي دويرو (بالإسبانية: Castrillo de Duero)‏ هي قرية في بلد الوليد، قشتالة وليون، إسبانيا. تغطي البلدية مساحة 25.77 كيلومتر مربع (9.95 ميل مربع) واعتبارًا من عام 2011 كان عدد سكانها 155 شخصًا.